# Filinto Bastos
Filinto Justiniano Ferreira Bastos (Feira de Santana, 17 de dezembro de 1856 --- Salvador, 9 de fevereiro de 1939) foi um advogado, jurista, magistrado e professor brasileiro.

## Biografia
Iniciou seus estudos no Seminário menor da sua cidade natal. Em seguida transferiu-se para o Seminário de Santa Teresa onde, em 1875, concluiu o então chamado curso de humanidades. Não sentindo vocação para o sacerdócio, embora tenha se conservado católico praticante durante toda sua vida, optou por estudar direito.

### Estudante em São Paulo
Assim, em 1878, estava na cidade de São Paulo matriculado na tradicional Faculdade do Largo de São Francisco. Teve por colegas de turma o inspirado poeta Raimundo Correia, o jornalista Júlio de Mesquita e um bom número de estudantes que haveriam de destacar-se como eméritos juristas ou renomados políticos.
Filinto Bastos colaborou na imprensa acadêmica como um dos redatores de A Reação, órgão do Círculo dos Estudantes Católicos que tinha como líder o estudante Rafael Correia da Silva Sobrinho. Foi um vigoroso defensor da abolição da escravatura. Participou ativamente da Sociedade Emancipadora Acadêmica, provavelmente a primeira a surgir dentro da Faculdade.

### No Recife
Terminado o quarto ano, Filinto Bastos transferiu-se para a Faculdade de Direito do Recife onde cumpriu o ano final de seus estudos jurídicos sem abandonar o engajamento na campanha pela libertação dos escravos. Pertenceu ao Clube Abolicionista onde tinha o cargo de orador.

### De volta à Bahia
Em 1882 recebe o diploma de bacharel e já no ano seguinte obtém, por nomeação, o cargo de promotor público da comarca de Camisão, que hoje leva o nome de Ipirá. Em 1884 assume o cargo de juiz municipal da mesma comarca.
Com o advento da República houve em todo o país grandes mudanças na magistratura e Filinto Bastos, 
que já gozava de prestígio junto às autoridades do Estado, foi nomeado juiz de carreira, designado para exercer seu ofício de julgar na comarca de Caetité. Serviu em seguida em Caravelas e Amargosa.
Chegado o ano de 1892 é promovido para a capital como juiz de primeira entrância e apenas cinco anos depois é elevado ao cargo de conselheiro (desembargador) do Tribunal de Apelação e Revista do Estado da Bahia.

### Professor e acadêmico
No mesmo ano em que tomou assento no Tribunal (1897), Filinto Bastos é convidado a lecionar na Faculdade de Direito da Bahia (atualmente incorporada à Universidade Federal da Bahia). Foi professor de Direito Civil e logo em seguida também de Direito Romano. Na cátedra, grande conhecedor da Ciência do Direito, transmitiu a muitas gerações de futuros bachareis os melhores conhecimentos de doutrina e prática jurídica. A atividade didática, bem como o convívio com os alunos, devia-lhe ser sumamente agradável, pois a exerceu até as véspera de sua morte. Ao falecer, em 1939, era diretor da Faculdade baiana.
Ao lado da nata da intelectualidade baiana, incluindo-se Rui Barbosa, foi um dos fundadores da Academia de Letras da Bahia em 7 de março de 1917. Criou a cadeira 21 cujo patrono é Francisco Bonifácio de Abreu, Barão da Vila da Barra. Sucederam-no nessa cadeira Estácio Luís Valente de Lima, Jorge Amado e Zélia Gattai. O atual ocupante é o poeta e pintor Antônio Brasileiro.
Filinto Bastos também foi sócio do Instituto Geográfico e Histórico da Bahia. Na revista do Instituto publicou dois interessantes trabalhos sobre Joaquim dos Remédios Monteiro e sobre o jurisconsulto Teixeira de Freitas (respectivamente nos números 17 e 21).

## Obras publicadas
- Breves lições de Direito Penal (este manual teve várias reedições o que não era comum na época. A primeira é de 1899 e a seguinte de 1902, e outras, possivelmente, de 1906, 1911, 1930 e 1940)
- Estudos de Direito Penal. Bahia, Ed. Dois Mundos, 1911.
- Manual de Direito Público e de Direito Constitucional brasileiro. Bahia: J.Ribeiro, 1914.
- Elementos de educação cívica e de direito. Bahia: J.Ribeiro, 1916.

Escreveu também artigos menores geralmente para revistas jurídicas. Um deles que consta do banco de dados da Fundação Casa de Rui Barbosa trata de As pessoas jurídicas de Direito Público Interno e a extensão de seus poderes perante a Constituição da República. Foi publicado na "Revista de Cultura Jurídica. Doutrina" 1(2); 277-93, jul-set 1929.